# Асков (Міннесота)
Асков (англ. Askov) — місто (англ. city) в США, в окрузі Пайн штату Міннесота. Населення — 331 особа (2020).

## Географія
Асков розташований за координатами 46°11′19″ пн. ш. 92°46′56″ зх. д. / 46.18861° пн. ш. 92.78222° зх. д. (46.188628, -92.782319).  За даними Бюро перепису населення США в 2010 році місто мало площу 3,28 км², уся площа — суходіл.

## Демографія
Згідно з переписом 2010 року, у місті мешкали 364 особи в 171 домогосподарстві у складі 88 родин. Густота населення становила 111 особа/км².  Було 188 помешкань (57/км²).
Расовий склад населення:
| - 97,3 % — білих - 0,3 % — корінних американців - 0,3 % — азіатів |

До двох чи більше рас належало 2,2 %. Частка іспаномовних становила 1,4 % від усіх жителів.
За віковим діапазоном населення розподілялося таким чином: 21,7 % — особи молодші 18 років, 58,5 % — особи у віці 18—64 років, 19,8 % — особи у віці 65 років та старші. Медіана віку мешканця становила 41,0 року. На 100 осіб жіночої статі у місті припадало 88,6 чоловіків;  на 100 жінок у віці від 18 років та старших — 86,3 чоловіків також старших 18 років.
Середній дохід на одне домашнє господарство  становив 47 907 доларів США (медіана — 40 625), а середній дохід на одну сім'ю — 66 749 доларів (медіана — 65 000). Медіана доходів становила 38 125 доларів для чоловіків та 55 000 доларів для жінок. За межею бідності перебувало 19,5 % осіб, у тому числі 6,7 % дітей у віці до 18 років та 33,3 % осіб у віці 65 років та старших.
Цивільне працевлаштоване населення становило 149 осіб. Основні галузі зайнятості: освіта, охорона здоров'я та соціальна допомога — 21,5 %, будівництво — 16,8 %, мистецтво, розваги та відпочинок — 11,4 %, роздрібна торгівля — 10,7 %.